# 기장군 (선거구)
부산 기장군은 대한민국의 국회의원 선거구이다. 부산광역시 기장군 일대를 관할한다. 현 지역구 국회의원은 국민의힘의 정동만이다. 

## 역사
2016년 대한민국 제20대 국회의원 선거를 앞두고 기장군의 인구가 인구 상한선을 돌파하면서 해운대구·기장군 을 선거구에서 떨어져 나와 단독 선거구를 이루게 되면서 신설되었다.

## 관할 구역
| 대수  | 관할 구역   |
| ----- | ----------- |
| 20대~ | 기장군 일원 |

## 역대 국회의원
| 선거   | 정당 | 정당       | 의원   |
| ------ | ---- | ---------- | ------ |
| 2016년 |      | 새누리당   | 윤상직 |
| 2020년 |      | 미래통합당 | 정동만 |
| 2024년 |      | 국민의힘   | 정동만 |

## 역대 선거 결과

### 대한민국 제20대 국회의원 선거
|  | 41.55% |

|  | 32.84% |

|  | 20.07% |

|  | 5.52% |

### 대한민국 제21대 국회의원 선거
|  | 49.63% |

|  | 44.41% |

|  | 5.00% |

|  | 0.93% |

### 대한민국 제22대 국회의원 선거
|  | 52.33% |

|  | 47.66% |